# درو هينسون
درو هينسون (بالإنجليزية: Drew Henson)‏ هو لاعب كرة قدم أمريكية أمريكي، ولد في 13 فبراير 1980 في سان دييغو في الولايات المتحدة.

## وصلات خارجية
- درو هينسون على موقع دوري كرة القاعدة الرئيسي (الإنجليزية)
- درو هينسون على موقعبيزبول رفرنس.كوم (الدوري الرئيسي) (الإنجليزية)
- درو هينسون على موقعبيزبول رفرنس.كوم (الدوري الثانوي) (الإنجليزية)
- درو هينسون على موقع إي إس بي إن.كوم (أم.أل.بي) (الإنجليزية)
- درو هينسون على موقع مشجعي الرسوم البيانية (الإنجليزية)
- درو هينسون على موقع إي إس بي إن.كوم (أن.أف.أل)3
- درو هينسون على موقع مرجع كرة القدم المحترفة.كوم (الإنجليزية)
- درو هينسون على موقع كلية كرة القدم في سبورتس رفرنس.كوم (الإنجليزية)